# Georg Leinfelder
Georg Michael Leinfelder (* 20. April 1836 in Haunstetten; † 23. Juli 1916 in Schrobenhausen) war ein deutscher Papierfabrikant.

## Ehrungen
Die Stadt Schrobenhausen ernannte Georg Leinfelder anlässlich seines 70. Geburtstages (im Jahr 1906) zum Ehrenbürger.
Im Jahr 1894 erfolgte seine Ernennung zum kgl. Kommerzienrat und im Jahre 1910 seine Auszeichnung mit dem kgl. Verdienstorden vom hl. Michael IV. Klasse mit der Krone.
In Landshut (Leinfelderstraße) und Schrobenhausen (Georg-Leinfelder-Straße) wurden Straßen nach ihm benannt.